# Gerhard Harms
Gerhard Harms (* 26. Dezember 1882 in Elsdorf; † nach 1945) war ein deutscher Kapitän zur See der Kriegsmarine. Harms war einer von 13 Offizieren, die den Dienstgrad eines Kapitäns zur See der Reserve in der Kriegsmarine erreichten, der Älteste und einzige Verwaltungsoffizier (V) der Kriegsmarine in diesem Dienstgrad.

## Leben
Gerhard Harms trat am 1. April 1903 in die Kaiserliche Marine ein. Als Marine-Zahlmeisteraspirant (Beförderung am 28. September 1909) war er, der I. Werftdivision zugeteilt, 1910 auf der Prinz Adalbert. In den darauffolgenden Jahren war er dem Gouvernement von Kiautschou zugeteilt. Hier war er als Marine-Zahlmeister 1914 bei der Gouvernementkasse und dem Verpflegungsamt. Am 30. November 1915 wurde er zum Marine-Oberzahlmeister mit dem Rang des Oberleutnants zur See befördert. Später war er bis zur Außerdienststellung im Februar 1916 Schiffszahlmeister auf der Siegfried und kam dann bis April 1916 als Zahlmeister zur Seefliegerstaffel Warnemünde. Für einen Monat war er Schiffszahlmeister auf der Regensburg.  Bis März 1918 war er bei der Seefliegerstaffel Warnemünde, Stralsund und Wyk. Bis Kriegsende war er Zahlmeister der 7. Torpedoboots-Halbflottille. Bis Februar 1918 war er u. a. mit dem Eisernen Kreuz II. Klasse ausgezeichnet worden.
Nach dem Krieg wurde er in die Reichsmarine übernommen. Ab 31. Dezember 1920 war er auf Wartegeld gesetzt. Am 30. Juni 1921 erhielt er den Charakter als Marine-Stabszahlmeister im Rang des Kapitänleutnants und wurde am 14. Juli 1921 aus der Marine verabschiedet. 
Später wurde er reaktiviert und war von August 1938 bis Februar 1940 als Verwaltungsoffizier bei der Marine-Flak-Abteilung 231 in Schleswig-Holstein beim 1. Marine-Flak-Regiment (Kiel). Bis Mai 1940 war er in gleicher Position bei der Marine-Flak-Abteilung 221. Er war bis August 1942 Regimentsverwaltungsoffizier des 1. Marine-Flak-Regiments. Anschließend war er bis zur Auflösung der Dienststelle im September 1944 Verwaltungsoffizier beim Stab des Marinebefehlshabers Westfrankreich bzw. ab der Umwandlung im Februar 1943 des Admirals Atlantikküste. Kurzzeitig war er bis November 1944 zur Verfügung des Marineoberkommandos Nord gesetzt, bevor er Referent der Heimatverwaltung Norwegen wurde. Am 1. März 1945 wurde er zum Kapitän zur See (V) d. R. befördert. Am 31. März 1945 wurde er aus der Marine verabschiedet. 